# Auguste Broutin
Pour les articles homonymes, voir Broutin.
Louis Joseph Auguste Agnès Broutin, né le 1er novembre 1811 à Montbrisonet mort le 23 mai 1888 à Saint-Étienne, fut notaire, archiviste et historien.
Membre du parti de l'Ordre, il fut élu maire de  Feurs de 1855 à 1865, sous le Second Empire. Membre de la société archéologique La Diana, on lui doit plusieurs ouvrages d'histoire du Forez qui font encore référence,.

## Œuvres
- Notice historique sur l'hôpital de Feurs, ed. Théolier, 1858, 132 pages, [lire en ligne]
- Histoire de la ville de Feurs et de ses environs, publié en 1867 et réédité en 1999 et 2011, 544 pages, [lire en ligne]. Cet ouvrage est cité dans les ouvrages de référence du colloque des 24 et 25 novembre 2005, organisé par le Cercle de recherche en histoire[6].
- Les Châteaux historiques du Forez, vol. 1 et 2, 1883 et 1884, 363 et 373 pages, réédité en fac simile  en 1977 et 1978 par les éditions Honoré d'Urfé.
- Notice historique sur les oratoriens de Notre-Dame de Grâces et les Ermites de Val-Jésus, éd. Vingtrinier, 157 pages, 1871
- Histoire des couvents de Montbrison avant 1793 : Notes historiques sur les familles nobles du Forez, 2 volumes, 376 pages (volume 1)  (ISBN 2-91255-630-9) et 396 pages (volume 2)  (ISBN 2-91255-631-7), éd. Montagny, 1874, réédité en 1998
- Le Château de Saint-Bonnet-les-Oules, Saint-Étienne, 1882

## Hommage
Une rue de Feurs porte son nom.